# Calcio (Lombardei)
Calcio ist eine italienische Gemeinde (comune) mit 5491 Einwohnern (Stand 31. Dezember 2023) in der Provinz Bergamo, Region Lombardei.

## Geographie
Die Nachbargemeinden sind Antegnate, Cividate al Piano, Cortenuova, Covo, Fontanella, Pumenengo, Rudiano (BS) und Urago d’Oglio (BS).

## Sehenswürdigkeiten
Die mittelalterliche Burg ist der Ort, der für großes Interesse bei Touristen sorgt. Erbaut wurde die Burg um das Jahr 1000 auf dem Grundstück einer alten römischen Villa. Im Jahr 1862 wurde die Burg, welche über viele hundert Jahre das politische und gesellschaftliche Zentrum der Region war, renoviert.
Die Pfarrkirche San Vittore ist ebenfalls erwähnenswert. Obwohl bereits im 18. Jh. geplant, wurde sie erst 1880 fertiggestellt. Das imposante Bauwerk enthält Gemälde von Aeneas Salmeggia und Marco Antonio Mainardi, genannt „Il Chiaveghino“.
Seit Kurzem gibt es ein Projekt der Gemeinde mit dem Ziel, Kunstwerke an den Hauswänden seiner Bewohner zu renovieren und ebenfalls mit modernen Bildern von heutigen Künstlern zu versehen.

## Verkehr
Calcio liegt an der Bahnstrecke Mailand–Venedig.